# مرکز پزشکی گالیله
مرکز پزشکی گالیله (به لاتین: Galilee Medical Center) یک بیمارستان در اسرائیل است که در نهاریا واقع شده‌است.